# Un homme de têtes
Un homme de têtes er en fransk stumfilm fra 1898 af Georges Méliès.